# Incendio del Hotel Grand Kartal de 2025
El 21 de enero de 2025, se produjo un incendio en el Hotel Grand Kartal en la estación de esquí de Kartalkaya en la provincia de Bolu, Turquía. Al menos 76 personas murieron y otras 51 resultaron heridas.   

## Antecedentes
En Turquía, las inspecciones generales de las inversiones y empresas turísticas las llevan a cabo inspectores designados por el Ministerio de Turismo. Esto incluye la inspección de las medidas de supervisión para garantizar la seguridad de las personas.
A raíz de una publicación en el Boletín Oficial de la República de Turquía del 3 de abril de 2012, se redujeron los derechos de inspección de seguridad contra incendios de los cuerpos de bomberos vinculados a los de los municipios, y se otorgó al Ministerio de Medio Ambiente turco el derecho de realizar inspecciones de seguridad en asuntos que requieran interpretación, aclaración o no estén claros. En el momento del incendio, Kartalkaya tenía un mayor número de visitantes debido a las vacaciones escolares de invierno, y el hotel tenía una tasa de ocupación que oscilaba entre el 80 y el 90 por ciento.

## Incendio
El incendio comenzó alrededor de las 3:27 am TRT (UTC+03:00) en el Grand Kartal Hotel de 12 pisos, que tenía 161 habitaciones y albergaba a 238 huéspedes en ese momento.  Los primeros informes indicaron que el incendio comenzó en la sección de restaurante del cuarto piso del hotel antes de extenderse a las áreas superiores.   Según testigos, el sistema de detección de incendios del hotel no se activó. Algunos ocupantes recurrieron a utilizar sábanas y mantas para bajar de sus habitaciones. 

## Víctimas
Al menos 76 personas murieron en el incendio, incluidas dos que saltaron del edificio "en pánico". Otras cincuenta y una personas resultaron heridas, una de ellas en estado grave.  En esa época, Kartalkaya tenía un mayor número de visitantes debido a las vacaciones escolares de invierno,  y el hotel tenía una tasa de ocupación que oscilaba entre el 80 y el 90 por ciento.  La mayoría de las muertes fueron probablemente causadas por asfixia. 